# Hugo von Blomberg
Hugo Freiherr von Blomberg (* 26. September 1820 in Berlin; † 17. Juni 1871 in Weimar) war ein deutscher Maler, Dichter und Kunstschriftsteller.

## Leben
Von Blomberg war anfangs als Jurist tätig, widmete sich dann im Wachs-Atelier in Berlin der Malerei und ging 1847 nach Paris zu Léon Cogniet. Zwei Jahre später zum Waffendienst zurückberufen, setzte er seine Studien in Berlin fort, bis er sich 1867 im Alter von 47 Jahren noch entschloss, nach Weimar überzusiedeln, um sich unter Ferdinand Pauwels Leitung zu vervollkommnen. Sein lebhafter Geist, verbunden mit entschiedener Vorliebe für Geisterhaftes, Dämonisches, Mystisches, ließ ihn selten ein begonnenes Werk vollenden. Doch zeigen seine 27 Farbenskizzen zu Dante ein bedeutendes Erfindungstalent. Hervorzuheben war auch die ornamentale Verbindung seiner Ideen, wobei ihm sein Farbensinn zustattenkam.
Blomberg wurde in Berlin Mitglied des Tunnel über der Spree, einer literarischen Gesellschaft, die unter der Bezeichnung „Der Sonntags-Verein zu Berlin“ am 3. Dezember 1827 gegründet worden war und die über 70 Jahre das literarische Leben Berlins beeinflusste.

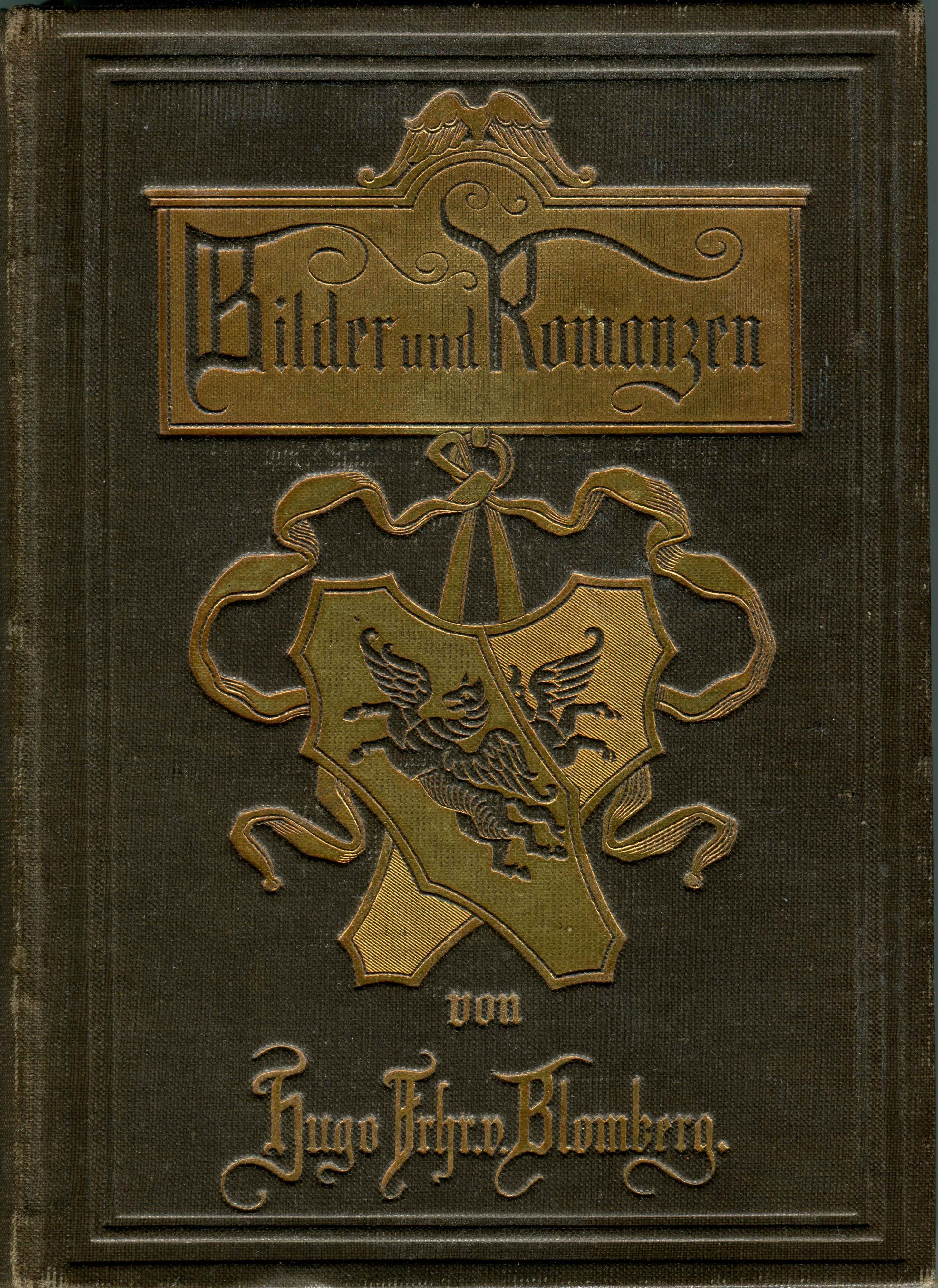
Buchtitel von Blombergs Bilder und Romanzen

Als Dichter machte er sich durch einen Band Bilder und Romanzen (Breslau 1860) und durch seine vaterländischen Dichtungen Treu zum Tod (Berlin 1872) bekannt.
Unter seinen kunstgeschichtlichen Veröffentlichungen ist auch die Bearbeitung der 3. Auflage von Franz Kuglers Geschichte der Malerei (Leipzig. 1867, 3 Bde.) zu finden. Blomberg und Kugler waren beide Mitglied des Rütli, einer Nebengruppe vom Tunnel über der Spree.

## Familie
Er war seit 1852 mit Adelheid von Eberhardt (1830–1904), Tochter des Generalmajors Wilhelm von Eberhardt (1791–1867), verheiratet. Aus der Ehe gingen fünf Kinder hervor:
- Eva (* 1. April 1856)
- Hans (1857–1868)
- Karl (* 24. Juni 1860; † 21. Juni 1930), Dr.Med, Dr.Med Majoratsherr auf Sergemitten ⚭ 1890 Ida Kersting (* 1. Februar 1860; † 24. Januar, 1917)
- Adelheid (* 28. März 1863)
- Elisabeth (* 20. Juni 1864).[1]

## Werke (Auswahl)
Lyrik (Auswahl)
- Bilder und Romanzen. Dichtungen. Breslau, 1860
- Treu bis zum Tod. Vaterländische Dichtungen. Berlin, 1872
- Zwölf Gedichte. Boston, 1907 (archive.org).

Radierungen und zeichnerisches Werk
- Diez, Katharina. Ostermorgen eines Küsters. Berlin: Diesterweg u. Kalisch, 1847. Digitalisierte Ausgabe der Universitäts- und Landesbibliothek Düsseldorf
- Aus dem Skizzenbuch Hugo von Blombergs. Acht Blätter ausgewählt u. eingeleitet im Auftrage des Berliner Bibliophilen-Abends von Fritz Behrend. Berlin, 1921. (Bibliophile Ausgabe, hergestellt 500 Exemplare)
- Hugo von Blomberg: Karikaturen aus dem Tunnelkreis. Berlin, 1929. (Bibliophile Ausgabe, hergestellt 200 Exemplare)

als Herausgeber
- Altteutsche Sprüche aus der Wartburg: Original-Gedichte. urn:nbn:de:hbz:061:2-34394